# Constituição do Peru

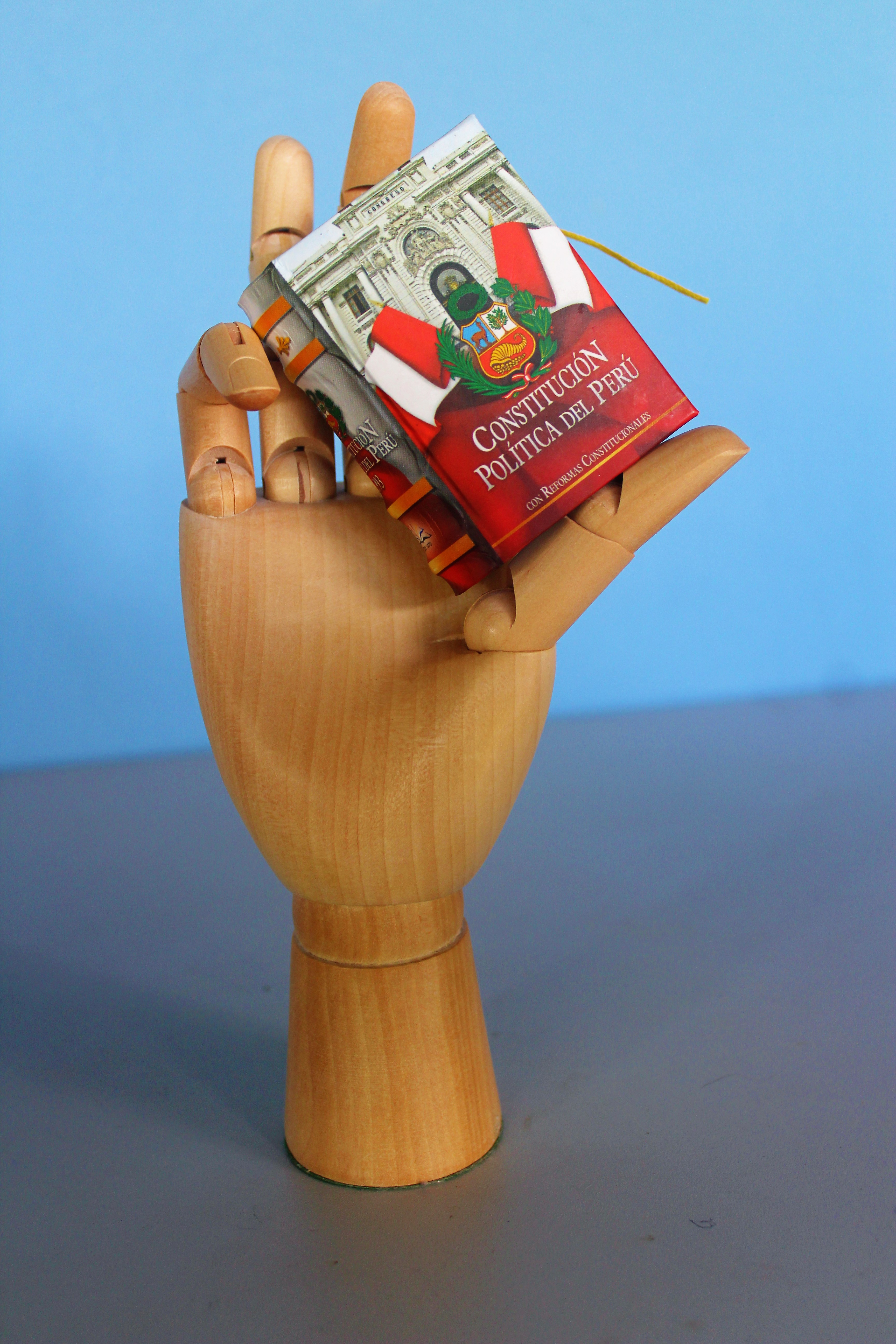
Em formato mini livro.

A Constituição do Peru é a lei suprema do Peru. A constituição atual, promulgada em 31 de dezembro de 1993, é a quinta do Peru no século XX e substituiu a Constituição Peruana de 1979. A Constituição foi redigida pelo Congresso Constitucional Democrata que foi convocado pelo presidente Alberto Fujimori durante a Crise Constitucional peruana de 1992 que se seguiu à sua dissolução do Congresso de 1992, sendo promulgada em 29 de dezembro de 1993. Um Congresso Constitucional Democrata (CCD) foi eleito em 1992, e o texto final foi aprovado em um referendo de 1993.
A atual Constituição do Peru difere da Constituição de 1979, na medida em que dá maior poder ao presidente. Por exemplo, permitiu à reeleição, reduziu o Congresso bicameral de 240 membros a um unicameral com 120 membros, reafirmou o poder do presidente de vetar - já encontrado na Constituição de 1979 - além de lhe dar poder de usar um veto de itens e exigiu que todas as leis tributárias recebam aprovação prévia pelo Ministério de Economia e Finanças. Enquanto a Constituição de 1979 permitiu que o presidente dissolvesse o congresso depois que o congresso censurou membros do gabinete três vezes, a atual constituição permite ao presidente fazê-lo depois de apenas duas censuras. A Constituição permite que o presidente decrete leis, desde que ele primeiro informe o Congresso sobre sua intenção de fazê-lo. Se o presidente dissolve o congresso, a Constituição dá-lhe o poder de governar até a eleição de um novo Congresso dentro de um cronograma de quatro meses, durante o qual o Comitê Permanente do Congresso dissolvido continuará funcionando.